# De Cock en de bloedwraak
De Cock en de bloedwraak is het tweeëndertigste deel van de detectivereeks De Cock van de Nederlandse auteur Appie Baantjer waarin rechercheurs Jurriaan 'Jurre' de Cock en Dick Vledder een moord oplossen op een doodgestoken vrouw in een kraakpand.

## Verhaal
Agent Peter van Buuren legt op het bureau van rechercheur De Cock aan de Warmoesstraat een injectiespuit met naald. Zijn arrestant zit beneden in een politiecel te wachten op verhoor. Volgens Peter heeft hij een Duitse toerist beroofd onder de dreiging van deze vuile spuit besmet met het Aidsvirus. Rechercheur De Cock haalt bezorgd wat kurkjes uit zijn verzameling en overhandigt die aan de diender voor zijn straatdienst. Vervolgens prikt hij zorgvuldig een kurk aan de vuile injectienaald. Hij verhoort de junk, Marinus van de Heuvel, die zegt te roven om zichzelf en zijn eveneens verslaafde vriendin Annelies van Haemstede in leven te houden. Want zij weigert om te tippelen. Tijdens het verhoor komt Dick Vledder binnenstormen en zegt dat ze op pad moeten. Tegelijkertijd grist Marinus zijn injectiespuit weg en haalt het kurkje er weer af. Hij zegt dreigend niet terug naar zijn cel te zullen gaan. Dick schopt hem de spuit uit zijn handen en vloert hem hardhandig in een houdgreep en bergt hem weer op in zijn politiecel. Terwijl de Cock een nieuw kurkje op de injectiespuit schuift, bedenkt hij zich dat hij opnieuw onoplettend is geweest. Samen met Dick Vledder moet De Cock op pad naar een kraakpand in de Monnikenstraat, waar een vrouw ligt met een mes in haar rug.
Op de plaats delict krijgt De Cock van medebewoonster Yvonne de Nijs te horen dat het slachtoffer Annelies heet en haar vriend Marinus. Die twee maakten vaak ruzie, zodat Marinus een logische verdachte lijkt. Terug op het politiebureau blijkt Marinus op de hoogte van de dood van Annelies, maar hij ontkent zelf gestoken te hebben. Maar dat zijn vingerafdrukken op het mes staan is goed mogelijk, want hij was in paniek toen hij haar dood zag liggen. Hij vluchtte naar een vriend, Emile de Boer in de Van Boetzelaarstraat. Marinus geeft desgevraagd toe te hebben geweten dat Annelies seropositiefwas. Even later meldt Justus van Haemstede zich, die informatie wenst over het overlijden van zijn zus. Een onbekende man had hem telefonisch gewaarschuwd. Hij vertelt van een verbroken verloving ruim 3 jaar eerder van zijn zus Annelies met Jean-Paul van Capelle. Laatstgenoemde woont nog steeds bij zijn moeder aan de Brouwersgracht. Justus vertelt de rechercheurs ook nog van een bankoverval van Harry Devoorde twee jaar geleden. De buit was toen onverwacht groot, bijna 1 miljoen gulden in handige coupures, en Annelies bestuurde de vluchtauto. De rechercheurs van de Lodewijk van Deysselstraat vonden de vingerafdrukken van Annelies in de auto, maar zij weigerde haar handlanger te noemen. Justitie liet haar al snel met rust. De twee rechercheurs besluiten naar Smalle Lowietje te wandelen. De caféhouder kent Harry Devoorde wel. In zijn etablissement rekent hij altijd af met een van de tienduizend snippen van de bankoverval aan de Pieter Calandlaan. Lowie is wel bereid Harry op te laten sporen, maar waarschuwt dat hij bloedlink is en tot moord in staat.
De volgende ochtend vraagt Marinus aan De Cock of hij naar de begrafenis van Annelies mag. Maar De Cock voelt niets voor zo’n afspraak. Marinus vertelt dat hij een week geleden door Annelies naar een roestige oude schuit is gestuurd, de Christoffel, aan de Amstel. Maar Harry Devoorde wilde niets van een financieel aandeel van Annelies weten. Hij bedreigde Marinus en die avond lag vervolgens Annelies dood in haar kraakpand. Jean-Paul van Capelle meldt zich met moeder Debora. Jean-Paul had Annelies desgevraagd nog een keer bezocht, tien dagen voor haar dood. Ze zei toen dat ze spoedig zou sterven. Na afloop noemt Dick Vledder Jean-Paul een moederszoontje. Maar die term is aan De Cock niet besteed, omdat iedereen een moeder heeft.
De twee rechercheurs onderzoeken de Christoffel en betrappen ter plekke Justus van Haemstede. Terug aan de Warmoesstraat moet wachtcommandant Jan Kusters meedelen dat Marinus van de Heuvel uit zijn cellencomplex is ontsnapt. Boven zit zijn vriend Emile de Boer te wachten. Hij geeft toe anoniem Justus van Haemstede te hebben gebeld over zijn dode zus. De politie wilde hij er liever niet bij betrekken, omdat Marinus bloed aan zijn handen had. Maar waar Dick Vledder dit een belastende verklaring vindt, ziet De Cock het 180 graden anders. De vingerafdrukken van Marinus staan nu eenmaal op het mes, dus daar horen ook bebloede handen bij. Dat betekent nog steeds niet dat Marinus gestoken heeft. In zekere zin is dit nu juist een ontlastende verklaring. Emile wilde testen hoe de twee rechercheurs zouden reageren, en nu ze dat nalieten is hij er niets mee opgeschoten. Hun nabespreking wordt verstoord door de melding van een nieuw lijk met een mes tussen de schouderbladen aan de Keizersgracht.
Bij de plaats delict lopen ze agent Peter van Buuren tegen het lijf, die zegt zonet korte tijd Marinus van de Heuvel te hebben achtervolgd. Jeanette van Zelhem ligt dood in het souterrain. Ze is gevonden door de conciërge, Maria Kloosterveen, die op de eerste etage woont. Jeanette huurt het souterrain van de onderneming die eigenaar is van het pand. Maar ze wisselde nogal eens van herenbezoek. Ze had ook een relatie had met Robert Maasveld, die in dienst is bij de eigenaar. En haar oude vlam Justus van Haemstede kwam ook nog wel eens langs. De volgende morgen meldt Robert Maasveld zich bij de rechercheurs. Hij bekend huilend dat zij meer zag in een onderwereldfiguur, Harry Devoorde. De rechercheurs willen weer eens gaan babbelen met Justus van Haemstede en treffen bij hem thuis een beeldschone vrouw aan. Het is Camilla Verduin die Justus uit bed haalt voor een gesprek. Hij vertelt dat hij nu een tijd al met Camilla is, maar voor die tijd had hij een relatie met Jeanette van Zelhem. Zij was destijds door Jean-Paul van Capelle aan de kant gezet. Justus en Jean-Paul zijn vrienden, vandaar. Ze zijn het erover eens dat Jeanette nooit trouw was aan één man. Als het gesprek op Harry Devoorde komt, gilt Justus dat De Cock hem moet arresteren.
Informeel via Smalle Lowietje krijgt Harry Devoorde bericht dat iemand hem van 2 moorden beschuldigt. De Cock gaat nog eens privé babbelen met de moeder van Jean-Paul. Ze discussiëren samen over het Wetboek van Strafrecht en de Bijbel en vooral over het gebod “Gij zult niet doden”. Terug aan het politiebureau praten de Cock en Vledder samen bij. Smalle Lowietje wist Dick te melden dat Harry opgetogen was over zijn nieuwe vriendin, Jeanette van Zelhem. Het onderzoek zit nu muurvast, want De Cock heeft moeie voeten. Maar dan meldt zich Camilla Verduin. Ze komt zich persoonlijk beklagen omdat Justus geen fysieke toenadering meer tot haar wenst. Hij had laatst een nachtmerrie en werd gillend wakker met de naam “Martha Overdijk” op zijn lippen. Op de begraafplaats Zorgvlied ontwaart De Cock wel en Dick Vledder niet Marinus van de Heuvel. Hij zit keurig in een donkergrijs pak bij de begrafenis van zijn vriendin Annelies. Terwijl de Cock in tweestrijd is of hij verplicht is hem te arresteren, verdwijnt hij. Terug aan de Warmoesstraat heeft Marinus zichzelf reeds gemeld bij wachtcommandant Jan Kusters. De voortvluchtige bekent het nette pak te hebben geleend van zijn vriend Emile. Maar hij wil zijn leven beteren omdat hij een afkeer heeft gekregen van zijn leven als junk. Dick Vledder meldt dat Martha Overdijk onlangs op 25-jarige leeftijd is overleden. De Cock spreekt het vermoeden uit dat de doodsoorzaak hoewel natuurlijk, toch AIDS was. Zoveel heeft hij wel uit het verhoor van Marinus begrepen.
Dick Vledder beseft dat Justus van Haemstede waarschijnlijk bang is dat ook hij besmet is. De Cock besluit de moeder van Martha thuis te gaan uitvragen. Ze heeft goede herinneringen aan Justus van Haemstede, die haar dochter tot haar dood thuis bleef bezoeken. Terug aan de Warmoesstraat meldt Jan Kusters dat Harry Devoorde zonet bij een bankoverval door zijn kop is geschoten. De Cock zegt tegen Vledder medelijden te hebben met de collega die het fatale schot loste, want die krijgt de vaderlandse pers op zijn nek. Het blijkt dat deze bankoverval door Harry in zijn eentje werd gepleegd met draaiende motor. De collega’s van de Lodewijk van Deysselstraat stonden hem buiten op te wachten. Het onderzoek van de twee rechercheurs is er nu niet makkelijker op geworden, maar dan meldt Camilla Verduin zich opnieuw. Ze is met Justus naar het AMC gegaan om hun beider bloed te laten onderzoeken. Ze weet nu dat hij niet alleen Jeanette van Zelhem maar ook Martha Overdijk gedeeld heeft met zijn vriend Jean-Paul van Capelle. En er bleek nog een derde gemeenschappelijke vrouw te zijn, Ellen van Eijsden uit Duivendrecht. Ze heeft haar meegenomen naar de Warmoesstraat. Ellen zegt de laatste tijd herhaaldelijk te worden gebeld door Jean-Paul en is doodsbang door hem te worden vermoord. Camilla wil haar meenemen ter bescherming, maar De Cock ziet zijn traditionele val. Deze keer heeft de moordenaar zelf beloofd die avond om tien uur bij Ellen langs te komen. Hoewel ze rond tien uur iemand horen, wordt er niet aangebeld. Buiten vinden ze een doodgeslagen Jean-Paul van Capelle. In zijn rechterzijzak vinden ze het type mes, waarmee al 2 eerdere moorden zijn gepleegd.
Terwijl Dick Vledder op de plaats delict achterblijft, rijdt De Cock terug naar Amsterdam om de confrontatie met chef Buitendam aan te gaan. Buitendam plaagt De Cock. Hij heeft de twee moorden opgelost die Jean-Paul van Capelle heeft gepleegd. Maar wie vermoordde de moordenaar? Vroeger zou De Cock zijn gaan door rechercheren. Hij besluit dat De Cock aan slijtage onderhevig is maar hij blijft wel zijn beste rechercheur. De Cock riposteert dat een rechercheur jaren ervaring nodig heeft om goed te worden. Maar elke papegaai kan commissaris worden. De Cock wordt alsnog de kamer uitgestuurd. Thuis legt De Cock het uit aan Dick Vledder en zijn vrouw. Jean-Paul was met aids besmet en zocht wraak, bloedwraak. Maar als Dick weg is wil zijn vrouw meer weten. Jurre bekent dat Jean-Paul door zijn eigen moeder met een hamer is doodgeslagen. Ze heeft hem dat verteld, voordat De Cock zich die avond meldde bij commissaris Buitendam. De grijze rechercheur acht Dick Vledder nog te jong voor deze afschuwelijke waarheid.